# Paris-Nice 2006
Le Paris-Nice 2006 est la 64e édition de cette course cycliste sur route masculine. La compétition a lieu du 5 au 12 mars 2022 en France. La course ouvre l'UCI ProTour 2006, le calendrier le plus important du cyclisme sur route. Tracée entre Issy-les-Moulineaux et Nice, l'épreuve est composée d'un prologue et de sept étapes en ligne.
La victoire au général revient à l'Américain Floyd Landis (Phonak) devant les Espagnols Patxi Vila (Lampre-Fondital) et Antonio Colom (Caisse d'Épargne-Illes Balears). Le classement par points est remporté par un autre Espagnol, Samuel Sánchez (Euskaltel-Euskadi) et le classement de la montagne par le Français David Moncoutié (Cofidis-Le Crédit par Téléphone). L'Espagnol Luis Léon Sanchez (Liberty Seguros-Würth) obtient le maillot du meilleur jeune, tandis que l'équipe italienne Lampre-Fondital s'assure la victoire au classement par équipes.

## Présentation

### Equipes
Paris-Nice figurant au calendrier du ProTour, les 20 UCI Proteams sont présentes, auxquelles il faut ajouter une équipe continentale invitée, l'équipe française Agritubel.
On retrouve donc un total de six équipes françaises, quatre équipes espagnoles, trois équipes allemandes, deux équipes italiennes, deux équipes belges, une danoise, une néerlandaise, une américaine et une suisse.
| ProTeams (20)- AG2R Prévoyance - Bouygues Télécom - Caisse d'Épargne-Illes Balears - Cofidis-Le Crédit par Téléphone - Crédit agricole - CSC - Davitamon-Lotto - Discovery Channel - Euskaltel-Euskadi - Gerolsteiner - La Française des jeux - Lampre-Fondital - Liberty Seguros-Würth - Liquigas - Team Milram - Phonak Hearing Systems - Quick Step-Innergetic - Rabobank - Saunier Duval-Prodir - T-Mobile Équipe continentale professionnelle- Agritubel |
| |

## La course
- Finalement l'Américain Floyd Landis remporte son premier Paris-Nice, celui-ci n'était pas donné gagnant avant le départ de Paris, cependant il faisait partie des possibles favoris.
- Les principaux favoris tels Tom Boonen, Bobby Julich, Erik Dekker... se sont bien illustrés pendant cette semaine de course.
- D'autres coureurs plus ou moins « inattendus » ont réussi à tirer leur épingle du jeu : ainsi Patxi Vila, Joaquim Rodríguez, Antonio Colom, etc.

## Étapes
| Étape     | Date    | Villes étapes                             | type                        | Distance (km) | Vainqueur d'étape | Leader du classement général |
| --------- | ------- | ----------------------------------------- | --------------------------- | ------------- | ----------------- | ---------------------------- |
| Prologue  | 5 mars  | Issy-les-Moulineaux – Issy-les-Moulineaux | contre-la-montre individuel | 4,8           | Bobby Julich      | Bobby Julich                 |
| 1re étape | 6 mars  | Villemandeur – Saint-Amand-Montrond       | étape de plaine             | 193           | Tom Boonen        | Tom Boonen                   |
| 2e étape  | 7 mars  | Cérilly – Belleville                      | étape de moyenne montagne   | 200           | Tom Boonen        | Tom Boonen                   |
| 3e étape  | 8 mars  | Juliénas – Saint-Étienne                  | étape de moyenne montagne   | 168,5         | Patxi Vila        | Floyd Landis                 |
| 4e étape  | 9 mars  | Saint-Étienne – Rasteau                   | étape de plaine             | 193           | Tom Boonen        | Floyd Landis                 |
| 5e étape  | 10 mars | Avignon – Digne-les-Bains                 | étape de montagne           | 201,5         | Joaquim Rodríguez | Floyd Landis                 |
| 6e étape  | 11 mars | Digne-les-Bains – Cannes                  | étape de moyenne montagne   | 179           | Andrey Kashechkin | Floyd Landis                 |
| 7e étape  | 12 mars | Nice – Nice                               | étape de montagne           | 119           | Markus Zberg      | Floyd Landis                 |

## Les étapes

### Prologue
- 5 mars: Issy-les-Moulineaux – contre-la-montre – 4,8 km

Bobby Julich, le vainqueur de la dernière édition, s'impose dans ce prologue de Paris-Nice 2006. À noter que les autres principaux favoris font partie des dix premiers du classement de l'étape et donc du classement général.
| \| Classement de l'étape \| Classement de l'étape \| Classement de l'étape \| Classement de l'étape \| Classement de l'étape \| \| Coureur \| Coureur \| Pays \| Équipe \| Temps \| \| --------------------- \| --------------------- \| --------------------- \| ------------------------------- \| --------------------- \| \| 1er \| Bobby Julich \| États-Unis \| CSC \| 6 min 07 s \| \| 2e \| Andrey Kashechkin \| Kazakhstan \| Liberty Seguros-Würth \| + 1 s \| \| 3e \| Bradley McGee \| Australie \| La Française des jeux \| + 2 s \| \| 4e \| Alberto Contador \| Espagne \| Liberty Seguros-Würth \| + 3 s \| \| 5e \| Tom Boonen \| Belgique \| Quick Step-Innergetic \| + 3 s \| \| 6e \| Samuel Sánchez \| Espagne \| Euskaltel-Euskadi \| + 3 s \| \| 7e \| Bradley Wiggins \| Royaume-Uni \| Cofidis-Le Crédit par Téléphone \| + 5 s \| \| 8e \| Benoît Vaugrenard \| France \| La Française des jeux \| + 5 s \| \| 9e \| Gert Steegmans \| Belgique \| Davitamon-Lotto \| + 7 s \| \| 10e \| Rik Verbrugghe \| Belgique \| Cofidis-Le Crédit par Téléphone \| + 7 s \| |                   |             |                                 |            |
| |                   |             |                                 |            |
| |                   |             |                                 |            |
| Classement de l'étape |                   |             |                                 |            |
| Coureur | Coureur           | Pays        | Équipe                          | Temps      |
| 1er | Bobby Julich      | États-Unis  | CSC                             | 6 min 07 s |
| 2e | Andrey Kashechkin | Kazakhstan  | Liberty Seguros-Würth           | + 1 s      |
| 3e | Bradley McGee     | Australie   | La Française des jeux           | + 2 s      |
| 4e | Alberto Contador  | Espagne     | Liberty Seguros-Würth           | + 3 s      |
| 5e | Tom Boonen        | Belgique    | Quick Step-Innergetic           | + 3 s      |
| 6e | Samuel Sánchez    | Espagne     | Euskaltel-Euskadi               | + 3 s      |
| 7e | Bradley Wiggins   | Royaume-Uni | Cofidis-Le Crédit par Téléphone | + 5 s      |
| 8e | Benoît Vaugrenard | France      | La Française des jeux           | + 5 s      |
| 9e | Gert Steegmans    | Belgique    | Davitamon-Lotto                 | + 7 s      |
| 10e | Rik Verbrugghe    | Belgique    | Cofidis-Le Crédit par Téléphone | + 7 s      |

| \| Classement général \| Classement général \| Classement général \| Classement général \| Classement général \| \| Coureur \| Coureur \| Pays \| Équipe \| Temps \| \| ------------------ \| ------------------ \| ------------------ \| ------------------------------- \| ------------------ \| \| 1er \| Bobby Julich \| États-Unis \| CSC \| 6 min 07 s \| \| 2e \| Andrey Kashechkin \| Kazakhstan \| Liberty Seguros-Würth \| + 1 s \| \| 3e \| Bradley McGee \| Australie \| La Française des jeux \| + 2 s \| \| 4e \| Alberto Contador \| Espagne \| Liberty Seguros-Würth \| + 3 s \| \| 5e \| Tom Boonen \| Belgique \| Quick Step-Innergetic \| + 3 s \| \| 6e \| Samuel Sánchez \| Espagne \| Euskaltel-Euskadi \| + 3 s \| \| 7e \| Bradley Wiggins \| Royaume-Uni \| Cofidis-Le Crédit par Téléphone \| + 5 s \| \| 8e \| Benoît Vaugrenard \| France \| La Française des jeux \| + 5 s \| \| 9e \| Gert Steegmans \| Belgique \| Davitamon-Lotto \| + 7 s \| \| 10e \| Rik Verbrugghe \| Belgique \| Cofidis-Le Crédit par Téléphone \| + 7 s \| |                   |             |                                 |            |
| |                   |             |                                 |            |
| |                   |             |                                 |            |
| Classement général |                   |             |                                 |            |
| Coureur | Coureur           | Pays        | Équipe                          | Temps      |
| 1er | Bobby Julich      | États-Unis  | CSC                             | 6 min 07 s |
| 2e | Andrey Kashechkin | Kazakhstan  | Liberty Seguros-Würth           | + 1 s      |
| 3e | Bradley McGee     | Australie   | La Française des jeux           | + 2 s      |
| 4e | Alberto Contador  | Espagne     | Liberty Seguros-Würth           | + 3 s      |
| 5e | Tom Boonen        | Belgique    | Quick Step-Innergetic           | + 3 s      |
| 6e | Samuel Sánchez    | Espagne     | Euskaltel-Euskadi               | + 3 s      |
| 7e | Bradley Wiggins   | Royaume-Uni | Cofidis-Le Crédit par Téléphone | + 5 s      |
| 8e | Benoît Vaugrenard | France      | La Française des jeux           | + 5 s      |
| 9e | Gert Steegmans    | Belgique    | Davitamon-Lotto                 | + 7 s      |
| 10e | Rik Verbrugghe    | Belgique    | Cofidis-Le Crédit par Téléphone | + 7 s      |

### 1reétape
- 6 mars: Villemandeur > Saint-Amand-Montrond – 193 km

Après une longue échappée de 127 km des Français Christophe Laurent et Stéphane Augé, ces derniers sont rattrapés à 6 kilomètres de la ligne d'arrivée et l'on assiste alors à une arrivée au sprint. C'est le champion du monde, le Belge Tom Boonen, qui remporte l'étape et s'empare ainsi du maillot jaune de leader du classement général.
| \| Classement de l'étape \| Classement de l'étape \| Classement de l'étape \| Classement de l'étape \| Classement de l'étape \| \| Coureur \| Coureur \| Pays \| Équipe \| Temps \| \| --------------------- \| --------------------- \| --------------------- \| ------------------------------ \| --------------------- \| \| 1er \| Tom Boonen \| Belgique \| Quick Step-Innergetic \| 4 h 58 min 01 s \| \| 2e \| Allan Davis \| Australie \| Liberty Seguros-Würth \| + 0 s \| \| 3e \| Francisco Ventoso \| Espagne \| Saunier Duval-Prodir \| + 0 s \| \| 4e \| Elia Rigotto \| Italie \| Team Milram \| + 0 s \| \| 5e \| Danilo Napolitano \| Italie \| Lampre-Fondital \| + 0 s \| \| 6e \| Gert Steegmans \| Belgique \| Davitamon-Lotto \| + 0 s \| \| 7e \| Vicente Reynés \| Espagne \| Caisse d'Épargne-Illes Balears \| + 0 s \| \| 8e \| Lilian Jégou \| France \| La Française des jeux \| + 0 s \| \| 9e \| Vladimir Gusev \| Russie \| Discovery Channel \| + 0 s \| \| 10e \| Hans Dekkers \| Pays-Bas \| Agritubel \| + 0 s \| |                   |           |                                |                 |
| |                   |           |                                |                 |
| |                   |           |                                |                 |
| Classement de l'étape |                   |           |                                |                 |
| Coureur | Coureur           | Pays      | Équipe                         | Temps           |
| 1er | Tom Boonen        | Belgique  | Quick Step-Innergetic          | 4 h 58 min 01 s |
| 2e | Allan Davis       | Australie | Liberty Seguros-Würth          | + 0 s           |
| 3e | Francisco Ventoso | Espagne   | Saunier Duval-Prodir           | + 0 s           |
| 4e | Elia Rigotto      | Italie    | Team Milram                    | + 0 s           |
| 5e | Danilo Napolitano | Italie    | Lampre-Fondital                | + 0 s           |
| 6e | Gert Steegmans    | Belgique  | Davitamon-Lotto                | + 0 s           |
| 7e | Vicente Reynés    | Espagne   | Caisse d'Épargne-Illes Balears | + 0 s           |
| 8e | Lilian Jégou      | France    | La Française des jeux          | + 0 s           |
| 9e | Vladimir Gusev    | Russie    | Discovery Channel              | + 0 s           |
| 10e | Hans Dekkers      | Pays-Bas  | Agritubel                      | + 0 s           |

| \| Classement général \| Classement général \| Classement général \| Classement général \| Classement général \| \| Coureur \| Coureur \| Pays \| Équipe \| Temps \| \| ------------------ \| ------------------ \| ------------------ \| ------------------------------- \| ------------------ \| \| 1er \| Tom Boonen \| Belgique \| Quick Step-Innergetic \| 5 h 02 min 01 s \| \| 2e \| Bobby Julich \| États-Unis \| CSC \| + 7 s \| \| 3e \| Andrey Kashechkin \| Kazakhstan \| Liberty Seguros-Würth \| + 8 s \| \| 4e \| Bradley McGee \| Australie \| La Française des jeux \| + 9 s \| \| 5e \| Alberto Contador \| Espagne \| Liberty Seguros-Würth \| + 10 s \| \| 6e \| Samuel Sánchez \| Espagne \| Euskaltel-Euskadi \| + 10 s \| \| 7e \| Bradley Wiggins \| Royaume-Uni \| Cofidis-Le Crédit par Téléphone \| + 12 s \| \| 8e \| Benoît Vaugrenard \| France \| La Française des jeux \| + 12 s \| \| 9e \| Gert Steegmans \| Belgique \| Davitamon-Lotto \| + 14 s \| \| 10e \| Rik Verbrugghe \| Belgique \| Cofidis-Le Crédit par Téléphone \| + 14 s \| |                   |             |                                 |                 |
| |                   |             |                                 |                 |
| |                   |             |                                 |                 |
| Classement général |                   |             |                                 |                 |
| Coureur | Coureur           | Pays        | Équipe                          | Temps           |
| 1er | Tom Boonen        | Belgique    | Quick Step-Innergetic           | 5 h 02 min 01 s |
| 2e | Bobby Julich      | États-Unis  | CSC                             | + 7 s           |
| 3e | Andrey Kashechkin | Kazakhstan  | Liberty Seguros-Würth           | + 8 s           |
| 4e | Bradley McGee     | Australie   | La Française des jeux           | + 9 s           |
| 5e | Alberto Contador  | Espagne     | Liberty Seguros-Würth           | + 10 s          |
| 6e | Samuel Sánchez    | Espagne     | Euskaltel-Euskadi               | + 10 s          |
| 7e | Bradley Wiggins   | Royaume-Uni | Cofidis-Le Crédit par Téléphone | + 12 s          |
| 8e | Benoît Vaugrenard | France      | La Française des jeux           | + 12 s          |
| 9e | Gert Steegmans    | Belgique    | Davitamon-Lotto                 | + 14 s          |
| 10e | Rik Verbrugghe    | Belgique    | Cofidis-Le Crédit par Téléphone | + 14 s          |

### 2eétape
- 7 mars : Cérilly > Belleville – 200 km

Lors de cette 2e étape, on a pu assister à l'échappée solitaire du Français Nicolas Crosbie qui a duré 187 km. Ce dernier s'est fait rattraper à moins de 10 km de l'arrivée par le peloton sur qui il a compté au plus 22 minutes d'avance. Pour consolation, on peut noter toutefois qu'à l'issue de cette étape il a endossé le maillot de meilleur grimpeur.
Ainsi comme la veille l'arrivée s'est disputée au sprint et c'est une nouvelle fois Tom Boonen le leader de la formation Quick Step qui remporte cette étape et conforte son avance au classement général.
Pour le classement des meilleurs jeunes, on remarque que l'Espagnol Alberto Contador, qui a subi une crevaison à moins de 20 km de l'arrivée, a cédé sa place de leader du maillot bleu au Français Benoît Vaugrenard.
| \| Classement de l'étape \| Classement de l'étape \| Classement de l'étape \| Classement de l'étape \| Classement de l'étape \| \| Coureur \| Coureur \| Pays \| Équipe \| Temps \| \| --------------------- \| --------------------- \| --------------------- \| --------------------- \| --------------------- \| \| 1er \| Tom Boonen \| Belgique \| Quick Step-Innergetic \| 5 h 20 min 50 s \| \| 2e \| Allan Davis \| Australie \| Liberty Seguros-Würth \| + 0 s \| \| 3e \| Danilo Napolitano \| Italie \| Lampre-Fondital \| + 0 s \| \| 4e \| Francisco Ventoso \| Espagne \| Saunier Duval-Prodir \| + 0 s \| \| 5e \| Simone Cadamuro \| Italie \| Team Milram \| + 0 s \| \| 6e \| Mathew Hayman \| Australie \| Rabobank \| + 0 s \| \| 7e \| Stefan Schumacher \| Allemagne \| Gerolsteiner \| + 0 s \| \| 8e \| Mauro Santambrogio \| Italie \| Lampre-Fondital \| + 0 s \| \| 9e \| Koldo Fernández \| Espagne \| Euskaltel-Euskadi \| + 0 s \| \| 10e \| Lilian Jégou \| France \| La Française des jeux \| + 0 s \| |                    |           |                       |                 |
| |                    |           |                       |                 |
| |                    |           |                       |                 |
| Classement de l'étape |                    |           |                       |                 |
| Coureur | Coureur            | Pays      | Équipe                | Temps           |
| 1er | Tom Boonen         | Belgique  | Quick Step-Innergetic | 5 h 20 min 50 s |
| 2e | Allan Davis        | Australie | Liberty Seguros-Würth | + 0 s           |
| 3e | Danilo Napolitano  | Italie    | Lampre-Fondital       | + 0 s           |
| 4e | Francisco Ventoso  | Espagne   | Saunier Duval-Prodir  | + 0 s           |
| 5e | Simone Cadamuro    | Italie    | Team Milram           | + 0 s           |
| 6e | Mathew Hayman      | Australie | Rabobank              | + 0 s           |
| 7e | Stefan Schumacher  | Allemagne | Gerolsteiner          | + 0 s           |
| 8e | Mauro Santambrogio | Italie    | Lampre-Fondital       | + 0 s           |
| 9e | Koldo Fernández    | Espagne   | Euskaltel-Euskadi     | + 0 s           |
| 10e | Lilian Jégou       | France    | La Française des jeux | + 0 s           |

| \| Classement général \| Classement général \| Classement général \| Classement général \| Classement général \| \| Coureur \| Coureur \| Pays \| Équipe \| Temps \| \| ------------------ \| ------------------ \| ------------------ \| ---------------------- \| ------------------ \| \| 1er \| Tom Boonen \| Belgique \| Quick Step-Innergetic \| 10 h 22 min 41 s \| \| 2e \| Bobby Julich \| États-Unis \| CSC \| + 17 s \| \| 3e \| Andrey Kashechkin \| Kazakhstan \| Liberty Seguros-Würth \| + 18 s \| \| 4e \| Samuel Sánchez \| Espagne \| Euskaltel-Euskadi \| + 20 s \| \| 5e \| Benoît Vaugrenard \| France \| La Française des jeux \| + 22 s \| \| 6e \| Allan Davis \| Australie \| Liberty Seguros-Würth \| + 24 s \| \| 7e \| Gert Steegmans \| Belgique \| Davitamon-Lotto \| + 24 s \| \| 8e \| Floyd Landis \| États-Unis \| Phonak Hearing Systems \| + 25 s \| \| 9e \| Sandy Casar \| France \| La Française des jeux \| + 25 s \| \| 10e \| Matej Mugerli \| Slovénie \| Liquigas \| + 25 s \| |                   |            |                        |                  |
| |                   |            |                        |                  |
| |                   |            |                        |                  |
| Classement général |                   |            |                        |                  |
| Coureur | Coureur           | Pays       | Équipe                 | Temps            |
| 1er | Tom Boonen        | Belgique   | Quick Step-Innergetic  | 10 h 22 min 41 s |
| 2e | Bobby Julich      | États-Unis | CSC                    | + 17 s           |
| 3e | Andrey Kashechkin | Kazakhstan | Liberty Seguros-Würth  | + 18 s           |
| 4e | Samuel Sánchez    | Espagne    | Euskaltel-Euskadi      | + 20 s           |
| 5e | Benoît Vaugrenard | France     | La Française des jeux  | + 22 s           |
| 6e | Allan Davis       | Australie  | Liberty Seguros-Würth  | + 24 s           |
| 7e | Gert Steegmans    | Belgique   | Davitamon-Lotto        | + 24 s           |
| 8e | Floyd Landis      | États-Unis | Phonak Hearing Systems | + 25 s           |
| 9e | Sandy Casar       | France     | La Française des jeux  | + 25 s           |
| 10e | Matej Mugerli     | Slovénie   | Liquigas               | + 25 s           |

### 3eétape
- 8 mars: Juliénas > Saint-Étienne – 168,5 km

| \| Classement de l'étape \| Classement de l'étape \| Classement de l'étape \| Classement de l'étape \| Classement de l'étape \| \| Coureur \| Coureur \| Pays \| Équipe \| Temps \| \| --------------------- \| --------------------- \| --------------------- \| ------------------------------ \| --------------------- \| \| 1er \| Patxi Vila \| Espagne \| Lampre-Fondital \| 4 h 23 min 28 s \| \| 2e \| Floyd Landis \| États-Unis \| Phonak Hearing Systems \| + 0 s \| \| 3e \| Samuel Sánchez \| Espagne \| Euskaltel-Euskadi \| + 1 min 16 s \| \| 4e \| Fränk Schleck \| Luxembourg \| CSC \| + 1 min 16 s \| \| 5e \| Antonio Colom \| Espagne \| Caisse d'Épargne-Illes Balears \| + 1 min 16 s \| \| 6e \| Stefan Schumacher \| Allemagne \| Gerolsteiner \| + 1 min 25 s \| \| 7e \| José Luis Rubiera \| Espagne \| Discovery Channel \| + 1 min 25 s \| \| 8e \| Haimar Zubeldia \| Espagne \| Euskaltel-Euskadi \| + 1 min 25 s \| \| 9e \| Luis León Sánchez \| Espagne \| Liberty Seguros-Würth \| + 1 min 25 s \| \| 10e \| Pietro Caucchioli \| Italie \| Crédit Agricole \| + 1 min 25 s \| |                   |            |                                |                 |
| |                   |            |                                |                 |
| |                   |            |                                |                 |
| Classement de l'étape |                   |            |                                |                 |
| Coureur | Coureur           | Pays       | Équipe                         | Temps           |
| 1er | Patxi Vila        | Espagne    | Lampre-Fondital                | 4 h 23 min 28 s |
| 2e | Floyd Landis      | États-Unis | Phonak Hearing Systems         | + 0 s           |
| 3e | Samuel Sánchez    | Espagne    | Euskaltel-Euskadi              | + 1 min 16 s    |
| 4e | Fränk Schleck     | Luxembourg | CSC                            | + 1 min 16 s    |
| 5e | Antonio Colom     | Espagne    | Caisse d'Épargne-Illes Balears | + 1 min 16 s    |
| 6e | Stefan Schumacher | Allemagne  | Gerolsteiner                   | + 1 min 25 s    |
| 7e | José Luis Rubiera | Espagne    | Discovery Channel              | + 1 min 25 s    |
| 8e | Haimar Zubeldia   | Espagne    | Euskaltel-Euskadi              | + 1 min 25 s    |
| 9e | Luis León Sánchez | Espagne    | Liberty Seguros-Würth          | + 1 min 25 s    |
| 10e | Pietro Caucchioli | Italie     | Crédit Agricole                | + 1 min 25 s    |

| \| Classement général \| Classement général \| Classement général \| Classement général \| Classement général \| \| Coureur \| Coureur \| Pays \| Équipe \| Temps \| \| ------------------ \| ------------------ \| ------------------ \| ------------------------------ \| ------------------ \| \| 1er \| Floyd Landis \| États-Unis \| Phonak Hearing Systems \| 14 h 48 min 26 s \| \| 2e \| Patxi Vila \| Espagne \| Lampre-Fondital \| + 9 s \| \| 3e \| Samuel Sánchez \| Espagne \| Euskaltel-Euskadi \| + 1 min 13 s \| \| 4e \| Antonio Colom \| Espagne \| Caisse d'Épargne-Illes Balears \| + 1 min 23 s \| \| 5e \| Fränk Schleck \| Luxembourg \| CSC \| + 1 min 23 s \| \| 6e \| José Azevedo \| Portugal \| Discovery Channel \| + 1 min 35 s \| \| 7e \| Haimar Zubeldia \| Espagne \| Euskaltel-Euskadi \| + 1 min 37 s \| \| 8e \| Pietro Caucchioli \| Italie \| Crédit Agricole \| + 1 min 39 s \| \| 9e \| Stefan Schumacher \| Allemagne \| Gerolsteiner \| + 1 min 39 s \| \| 10e \| José Luis Rubiera \| Espagne \| Discovery Channel \| + 1 min 40 s \| |                   |            |                                |                  |
| |                   |            |                                |                  |
| |                   |            |                                |                  |
| Classement général |                   |            |                                |                  |
| Coureur | Coureur           | Pays       | Équipe                         | Temps            |
| 1er | Floyd Landis      | États-Unis | Phonak Hearing Systems         | 14 h 48 min 26 s |
| 2e | Patxi Vila        | Espagne    | Lampre-Fondital                | + 9 s            |
| 3e | Samuel Sánchez    | Espagne    | Euskaltel-Euskadi              | + 1 min 13 s     |
| 4e | Antonio Colom     | Espagne    | Caisse d'Épargne-Illes Balears | + 1 min 23 s     |
| 5e | Fränk Schleck     | Luxembourg | CSC                            | + 1 min 23 s     |
| 6e | José Azevedo      | Portugal   | Discovery Channel              | + 1 min 35 s     |
| 7e | Haimar Zubeldia   | Espagne    | Euskaltel-Euskadi              | + 1 min 37 s     |
| 8e | Pietro Caucchioli | Italie     | Crédit Agricole                | + 1 min 39 s     |
| 9e | Stefan Schumacher | Allemagne  | Gerolsteiner                   | + 1 min 39 s     |
| 10e | José Luis Rubiera | Espagne    | Discovery Channel              | + 1 min 40 s     |

### 4eétape
- 9 mars: Saint-Étienne > Rasteau – 193 km

| \| Classement de l'étape \| Classement de l'étape \| Classement de l'étape \| Classement de l'étape \| Classement de l'étape \| \| Coureur \| Coureur \| Pays \| Équipe \| Temps \| \| --------------------- \| --------------------- \| --------------------- \| --------------------- \| --------------------- \| \| 1er \| Tom Boonen \| Belgique \| Quick Step-Innergetic \| 4 h 40 min 29 s \| \| 2e \| Allan Davis \| Australie \| Liberty Seguros-Würth \| + 0 s \| \| 3e \| Stefan Schumacher \| Allemagne \| Gerolsteiner \| + 0 s \| \| 4e \| Elia Rigotto \| Italie \| Team Milram \| + 0 s \| \| 5e \| Gert Steegmans \| Belgique \| Davitamon-Lotto \| + 0 s \| \| 6e \| Sebastian Siedler \| Allemagne \| Team Milram \| + 0 s \| \| 7e \| Lilian Jégou \| France \| La Française des jeux \| + 0 s \| \| 8e \| Marcus Burghardt \| Allemagne \| T-Mobile \| + 0 s \| \| 9e \| Jérôme Pineau \| France \| Bouygues Telecom \| + 0 s \| \| 10e \| Mark Renshaw \| Australie \| Crédit Agricole \| + 0 s \| |                   |           |                       |                 |
| |                   |           |                       |                 |
| |                   |           |                       |                 |
| Classement de l'étape |                   |           |                       |                 |
| Coureur | Coureur           | Pays      | Équipe                | Temps           |
| 1er | Tom Boonen        | Belgique  | Quick Step-Innergetic | 4 h 40 min 29 s |
| 2e | Allan Davis       | Australie | Liberty Seguros-Würth | + 0 s           |
| 3e | Stefan Schumacher | Allemagne | Gerolsteiner          | + 0 s           |
| 4e | Elia Rigotto      | Italie    | Team Milram           | + 0 s           |
| 5e | Gert Steegmans    | Belgique  | Davitamon-Lotto       | + 0 s           |
| 6e | Sebastian Siedler | Allemagne | Team Milram           | + 0 s           |
| 7e | Lilian Jégou      | France    | La Française des jeux | + 0 s           |
| 8e | Marcus Burghardt  | Allemagne | T-Mobile              | + 0 s           |
| 9e | Jérôme Pineau     | France    | Bouygues Telecom      | + 0 s           |
| 10e | Mark Renshaw      | Australie | Crédit Agricole       | + 0 s           |

| \| Classement général \| Classement général \| Classement général \| Classement général \| Classement général \| \| Coureur \| Coureur \| Pays \| Équipe \| Temps \| \| ------------------ \| ------------------ \| ------------------ \| ------------------------------ \| ------------------ \| \| 1er \| Floyd Landis \| États-Unis \| Phonak Hearing Systems \| 19 h 26 min 57 s \| \| 2e \| Patxi Vila \| Espagne \| Lampre-Fondital \| + 9 s \| \| 3e \| Samuel Sánchez \| Espagne \| Euskaltel-Euskadi \| + 1 min 13 s \| \| 4e \| Antonio Colom \| Espagne \| Caisse d'Épargne-Illes Balears \| + 1 min 23 s \| \| 5e \| Fränk Schleck \| Luxembourg \| CSC \| + 1 min 23 s \| \| 6e \| Stefan Schumacher \| Allemagne \| Gerolsteiner \| + 1 min 33 s \| \| 7e \| José Azevedo \| Portugal \| Discovery Channel \| + 1 min 35 s \| \| 8e \| Haimar Zubeldia \| Espagne \| Euskaltel-Euskadi \| + 1 min 37 s \| \| 9e \| Pietro Caucchioli \| Italie \| Crédit Agricole \| + 1 min 39 s \| \| 10e \| José Luis Rubiera \| Espagne \| Discovery Channel \| + 1 min 40 s \| |                   |            |                                |                  |
| |                   |            |                                |                  |
| |                   |            |                                |                  |
| Classement général |                   |            |                                |                  |
| Coureur | Coureur           | Pays       | Équipe                         | Temps            |
| 1er | Floyd Landis      | États-Unis | Phonak Hearing Systems         | 19 h 26 min 57 s |
| 2e | Patxi Vila        | Espagne    | Lampre-Fondital                | + 9 s            |
| 3e | Samuel Sánchez    | Espagne    | Euskaltel-Euskadi              | + 1 min 13 s     |
| 4e | Antonio Colom     | Espagne    | Caisse d'Épargne-Illes Balears | + 1 min 23 s     |
| 5e | Fränk Schleck     | Luxembourg | CSC                            | + 1 min 23 s     |
| 6e | Stefan Schumacher | Allemagne  | Gerolsteiner                   | + 1 min 33 s     |
| 7e | José Azevedo      | Portugal   | Discovery Channel              | + 1 min 35 s     |
| 8e | Haimar Zubeldia   | Espagne    | Euskaltel-Euskadi              | + 1 min 37 s     |
| 9e | Pietro Caucchioli | Italie     | Crédit Agricole                | + 1 min 39 s     |
| 10e | José Luis Rubiera | Espagne    | Discovery Channel              | + 1 min 40 s     |

### 5eétape
- 10 mars: Avignon > Digne-les-Bains – 201,5 km

| \| Classement de l'étape \| Classement de l'étape \| Classement de l'étape \| Classement de l'étape \| Classement de l'étape \| \| Coureur \| Coureur \| Pays \| Équipe \| Temps \| \| --------------------- \| --------------------- \| --------------------- \| ------------------------------ \| --------------------- \| \| 1er \| Joaquim Rodríguez \| Espagne \| Caisse d'Épargne-Illes Balears \| 4 h 43 min 34 s \| \| 2e \| Joost Posthuma \| Pays-Bas \| Rabobank \| + 19 s \| \| 3e \| Jérôme Pineau \| France \| Bouygues Telecom \| + 33 s \| \| 4e \| Matteo Carrara \| Italie \| Lampre-Fondital \| + 33 s \| \| 5e \| Vincenzo Nibali \| Italie \| Liquigas \| + 33 s \| \| 6e \| Sandy Casar \| France \| La Française des jeux \| + 33 s \| \| 7e \| Erik Dekker \| Pays-Bas \| Rabobank \| + 33 s \| \| 8e \| Fränk Schleck \| Luxembourg \| CSC \| + 33 s \| \| 9e \| Christopher Horner \| États-Unis \| Davitamon-Lotto \| + 33 s \| \| 10e \| Cyril Dessel \| France \| AG2R Prévoyance \| + 33 s \| |                    |            |                                |                 |
| |                    |            |                                |                 |
| |                    |            |                                |                 |
| Classement de l'étape |                    |            |                                |                 |
| Coureur | Coureur            | Pays       | Équipe                         | Temps           |
| 1er | Joaquim Rodríguez  | Espagne    | Caisse d'Épargne-Illes Balears | 4 h 43 min 34 s |
| 2e | Joost Posthuma     | Pays-Bas   | Rabobank                       | + 19 s          |
| 3e | Jérôme Pineau      | France     | Bouygues Telecom               | + 33 s          |
| 4e | Matteo Carrara     | Italie     | Lampre-Fondital                | + 33 s          |
| 5e | Vincenzo Nibali    | Italie     | Liquigas                       | + 33 s          |
| 6e | Sandy Casar        | France     | La Française des jeux          | + 33 s          |
| 7e | Erik Dekker        | Pays-Bas   | Rabobank                       | + 33 s          |
| 8e | Fränk Schleck      | Luxembourg | CSC                            | + 33 s          |
| 9e | Christopher Horner | États-Unis | Davitamon-Lotto                | + 33 s          |
| 10e | Cyril Dessel       | France     | AG2R Prévoyance                | + 33 s          |

| \| Classement général \| Classement général \| Classement général \| Classement général \| Classement général \| \| Coureur \| Coureur \| Pays \| Équipe \| Temps \| \| ------------------ \| ------------------ \| ------------------ \| ------------------------------ \| ------------------ \| \| 1er \| Floyd Landis \| États-Unis \| Phonak Hearing Systems \| 24 h 11 min 04 s \| \| 2e \| Patxi Vila \| Espagne \| Lampre-Fondital \| + 9 s \| \| 3e \| Samuel Sánchez \| Espagne \| Euskaltel-Euskadi \| + 1 min 13 s \| \| 4e \| Antonio Colom \| Espagne \| Caisse d'Épargne-Illes Balears \| + 1 min 23 s \| \| 5e \| Fränk Schleck \| Luxembourg \| CSC \| + 1 min 23 s \| \| 6e \| José Azevedo \| Portugal \| Discovery Channel \| + 1 min 35 s \| \| 7e \| Haimar Zubeldia \| Espagne \| Euskaltel-Euskadi \| + 1 min 37 s \| \| 8e \| Pietro Caucchioli \| Italie \| Crédit Agricole \| + 1 min 39 s \| \| 9e \| José Luis Rubiera \| Espagne \| Discovery Channel \| + 1 min 40 s \| \| 10e \| Erik Dekker \| Pays-Bas \| Rabobank \| + 1 min 41 s \| |                   |            |                                |                  |
| |                   |            |                                |                  |
| |                   |            |                                |                  |
| Classement général |                   |            |                                |                  |
| Coureur | Coureur           | Pays       | Équipe                         | Temps            |
| 1er | Floyd Landis      | États-Unis | Phonak Hearing Systems         | 24 h 11 min 04 s |
| 2e | Patxi Vila        | Espagne    | Lampre-Fondital                | + 9 s            |
| 3e | Samuel Sánchez    | Espagne    | Euskaltel-Euskadi              | + 1 min 13 s     |
| 4e | Antonio Colom     | Espagne    | Caisse d'Épargne-Illes Balears | + 1 min 23 s     |
| 5e | Fränk Schleck     | Luxembourg | CSC                            | + 1 min 23 s     |
| 6e | José Azevedo      | Portugal   | Discovery Channel              | + 1 min 35 s     |
| 7e | Haimar Zubeldia   | Espagne    | Euskaltel-Euskadi              | + 1 min 37 s     |
| 8e | Pietro Caucchioli | Italie     | Crédit Agricole                | + 1 min 39 s     |
| 9e | José Luis Rubiera | Espagne    | Discovery Channel              | + 1 min 40 s     |
| 10e | Erik Dekker       | Pays-Bas   | Rabobank                       | + 1 min 41 s     |

### 6eétape
- 11 mars: Digne-les-Bains > Cannes – 179 km

| \| Classement de l'étape \| Classement de l'étape \| Classement de l'étape \| Classement de l'étape \| Classement de l'étape \| \| Coureur \| Coureur \| Pays \| Équipe \| Temps \| \| --------------------- \| --------------------- \| --------------------- \| ------------------------------- \| --------------------- \| \| 1er \| Andrey Kashechkin \| Kazakhstan \| Liberty Seguros-Würth \| 4 h 12 min 08 s \| \| 2e \| Sylvain Chavanel \| France \| Cofidis-Le Crédit par Téléphone \| + 1 min 06 s \| \| 3e \| Sandy Casar \| France \| La Française des jeux \| + 1 min 11 s \| \| 4e \| Thomas Voeckler \| France \| Bouygues Telecom \| + 1 min 11 s \| \| 5e \| David Moncoutié \| France \| Cofidis-Le Crédit par Téléphone \| + 1 min 11 s \| \| 6e \| Jurgen Van de Walle \| Belgique \| Quick Step-Innergetic \| + 1 min 11 s \| \| 7e \| Evgueni Petrov \| Russie \| Lampre-Fondital \| + 1 min 11 s \| \| 8e \| Matteo Carrara \| Italie \| Lampre-Fondital \| + 1 min 33 s \| \| 9e \| Tomas Vaitkus \| Lituanie \| AG2R Prévoyance \| + 1 min 33 s \| \| 10e \| Fränk Schleck \| Luxembourg \| CSC \| + 1 min 33 s \| |                     |            |                                 |                 |
| |                     |            |                                 |                 |
| |                     |            |                                 |                 |
| Classement de l'étape |                     |            |                                 |                 |
| Coureur | Coureur             | Pays       | Équipe                          | Temps           |
| 1er | Andrey Kashechkin   | Kazakhstan | Liberty Seguros-Würth           | 4 h 12 min 08 s |
| 2e | Sylvain Chavanel    | France     | Cofidis-Le Crédit par Téléphone | + 1 min 06 s    |
| 3e | Sandy Casar         | France     | La Française des jeux           | + 1 min 11 s    |
| 4e | Thomas Voeckler     | France     | Bouygues Telecom                | + 1 min 11 s    |
| 5e | David Moncoutié     | France     | Cofidis-Le Crédit par Téléphone | + 1 min 11 s    |
| 6e | Jurgen Van de Walle | Belgique   | Quick Step-Innergetic           | + 1 min 11 s    |
| 7e | Evgueni Petrov      | Russie     | Lampre-Fondital                 | + 1 min 11 s    |
| 8e | Matteo Carrara      | Italie     | Lampre-Fondital                 | + 1 min 33 s    |
| 9e | Tomas Vaitkus       | Lituanie   | AG2R Prévoyance                 | + 1 min 33 s    |
| 10e | Fränk Schleck       | Luxembourg | CSC                             | + 1 min 33 s    |

| \| Classement général \| Classement général \| Classement général \| Classement général \| Classement général \| \| Coureur \| Coureur \| Pays \| Équipe \| Temps \| \| ------------------ \| ------------------ \| ------------------ \| ------------------------------ \| ------------------ \| \| 1er \| Floyd Landis \| États-Unis \| Phonak Hearing Systems \| 28 h 24 min 45 s \| \| 2e \| Patxi Vila \| Espagne \| Lampre-Fondital \| + 9 s \| \| 3e \| Samuel Sánchez \| Espagne \| Euskaltel-Euskadi \| + 1 min 13 s \| \| 4e \| Antonio Colom \| Espagne \| Caisse d'Épargne-Illes Balears \| + 1 min 23 s \| \| 5e \| Fränk Schleck \| Luxembourg \| CSC \| + 1 min 23 s \| \| 6e \| José Azevedo \| Portugal \| Discovery Channel \| + 1 min 35 s \| \| 7e \| Pietro Caucchioli \| Italie \| Crédit Agricole \| + 1 min 39 s \| \| 8e \| José Luis Rubiera \| Espagne \| Discovery Channel \| + 1 min 40 s \| \| 9e \| Erik Dekker \| Pays-Bas \| Rabobank \| + 1 min 41 s \| \| 10e \| Christopher Horner \| États-Unis \| Davitamon-Lotto \| + 1 min 43 s \| |                    |            |                                |                  |
| |                    |            |                                |                  |
| |                    |            |                                |                  |
| Classement général |                    |            |                                |                  |
| Coureur | Coureur            | Pays       | Équipe                         | Temps            |
| 1er | Floyd Landis       | États-Unis | Phonak Hearing Systems         | 28 h 24 min 45 s |
| 2e | Patxi Vila         | Espagne    | Lampre-Fondital                | + 9 s            |
| 3e | Samuel Sánchez     | Espagne    | Euskaltel-Euskadi              | + 1 min 13 s     |
| 4e | Antonio Colom      | Espagne    | Caisse d'Épargne-Illes Balears | + 1 min 23 s     |
| 5e | Fränk Schleck      | Luxembourg | CSC                            | + 1 min 23 s     |
| 6e | José Azevedo       | Portugal   | Discovery Channel              | + 1 min 35 s     |
| 7e | Pietro Caucchioli  | Italie     | Crédit Agricole                | + 1 min 39 s     |
| 8e | José Luis Rubiera  | Espagne    | Discovery Channel              | + 1 min 40 s     |
| 9e | Erik Dekker        | Pays-Bas   | Rabobank                       | + 1 min 41 s     |
| 10e | Christopher Horner | États-Unis | Davitamon-Lotto                | + 1 min 43 s     |

### 7eétape
- 12 mars: Nice > Nice – 119 km

Sur la promenade des Anglais à Nice, le Suisse Markus Zberg l'emporte au sprint sur un groupe de cinq coureurs qui ont devancé le peloton de 18 secondes.
Floyd Landis, l'Américain de l'équipe suisse Phonak conserve son maillot jaune et blanc de leader. Il remporte donc ce Paris-Nice 2006.
Lors de cette étape finale, Tom Boonen a abandonné afin de préparer sa participation à Milan-San Remo[réf. souhaitée]. Le maillot vert qu'il portait passe sur les épaules de Samuel Sánchez.
| \| Classement de l'étape \| Classement de l'étape \| Classement de l'étape \| Classement de l'étape \| Classement de l'étape \| \| Coureur \| Coureur \| Pays \| Équipe \| Temps \| \| --------------------- \| --------------------- \| --------------------- \| ------------------------------ \| --------------------- \| \| 1er \| Markus Zberg \| Suisse \| Gerolsteiner \| 3 h 29 min 38 s \| \| 2e \| Evgueni Petrov \| Russie \| Lampre-Fondital \| + 0 s \| \| 3e \| Alberto Contador \| Espagne \| Liberty Seguros-Würth \| + 0 s \| \| 4e \| Antonio Colom \| Espagne \| Caisse d'Épargne-Illes Balears \| + 0 s \| \| 5e \| Joaquim Rodríguez \| Espagne \| Caisse d'Épargne-Illes Balears \| + 16 s \| \| 6e \| Sandy Casar \| France \| La Française des jeux \| + 18 s \| \| 7e \| Erik Dekker \| Pays-Bas \| Rabobank \| + 18 s \| \| 8e \| Matteo Carrara \| Italie \| Lampre-Fondital \| + 18 s \| \| 9e \| Linus Gerdemann \| Allemagne \| T-Mobile \| + 18 s \| \| 10e \| Cyril Dessel \| France \| AG2R Prévoyance \| + 18 s \| |                   |           |                                |                 |
| |                   |           |                                |                 |
| |                   |           |                                |                 |
| Classement de l'étape |                   |           |                                |                 |
| Coureur | Coureur           | Pays      | Équipe                         | Temps           |
| 1er | Markus Zberg      | Suisse    | Gerolsteiner                   | 3 h 29 min 38 s |
| 2e | Evgueni Petrov    | Russie    | Lampre-Fondital                | + 0 s           |
| 3e | Alberto Contador  | Espagne   | Liberty Seguros-Würth          | + 0 s           |
| 4e | Antonio Colom     | Espagne   | Caisse d'Épargne-Illes Balears | + 0 s           |
| 5e | Joaquim Rodríguez | Espagne   | Caisse d'Épargne-Illes Balears | + 16 s          |
| 6e | Sandy Casar       | France    | La Française des jeux          | + 18 s          |
| 7e | Erik Dekker       | Pays-Bas  | Rabobank                       | + 18 s          |
| 8e | Matteo Carrara    | Italie    | Lampre-Fondital                | + 18 s          |
| 9e | Linus Gerdemann   | Allemagne | T-Mobile                       | + 18 s          |
| 10e | Cyril Dessel      | France    | AG2R Prévoyance                | + 18 s          |

## Classements finals

### Classement général
| \| Classement général \| Classement général \| Classement général \| Classement général \| Classement général \| \| Coureur \| Coureur \| Pays \| Équipe \| Temps \| \| ------------------ \| ------------------ \| ------------------ \| ------------------------------ \| ------------------ \| \| 1er \| Floyd Landis \| États-Unis \| Phonak Hearing Systems \| 31 h 54 min 41 s \| \| 2e \| Patxi Vila \| Espagne \| Lampre-Fondital \| + 9 s \| \| 3e \| Antonio Colom \| Espagne \| Caisse d'Épargne-Illes Balears \| + 1 min 05 s \| \| 4e \| Samuel Sánchez \| Espagne \| Euskaltel-Euskadi \| + 1 min 13 s \| \| 5e \| Fränk Schleck \| Luxembourg \| CSC \| + 1 min 13 s \| \| 6e \| José Azevedo \| Portugal \| Discovery Channel \| + 1 min 35 s \| \| 7e \| Erik Dekker \| Pays-Bas \| Rabobank \| + 1 min 38 s \| \| 8e \| Pietro Caucchioli \| Italie \| Crédit Agricole \| + 1 min 39 s \| \| 9e \| José Luis Rubiera \| Espagne \| Discovery Channel \| + 1 min 40 s \| \| 10e \| Christopher Horner \| États-Unis \| Davitamon-Lotto \| + 1 min 43 s \| |                    |            |                                |                  |
| |                    |            |                                |                  |
| |                    |            |                                |                  |
| Classement général |                    |            |                                |                  |
| Coureur | Coureur            | Pays       | Équipe                         | Temps            |
| 1er | Floyd Landis       | États-Unis | Phonak Hearing Systems         | 31 h 54 min 41 s |
| 2e | Patxi Vila         | Espagne    | Lampre-Fondital                | + 9 s            |
| 3e | Antonio Colom      | Espagne    | Caisse d'Épargne-Illes Balears | + 1 min 05 s     |
| 4e | Samuel Sánchez     | Espagne    | Euskaltel-Euskadi              | + 1 min 13 s     |
| 5e | Fränk Schleck      | Luxembourg | CSC                            | + 1 min 13 s     |
| 6e | José Azevedo       | Portugal   | Discovery Channel              | + 1 min 35 s     |
| 7e | Erik Dekker        | Pays-Bas   | Rabobank                       | + 1 min 38 s     |
| 8e | Pietro Caucchioli  | Italie     | Crédit Agricole                | + 1 min 39 s     |
| 9e | José Luis Rubiera  | Espagne    | Discovery Channel              | + 1 min 40 s     |
| 10e | Christopher Horner | États-Unis | Davitamon-Lotto                | + 1 min 43 s     |

| Classement par points | Classement par points | Classement par points | Classement par points          | Classement par points |
| Coureur               | Coureur               | Pays                  | Équipe                         | Points                |
| --------------------- | --------------------- | --------------------- | ------------------------------ | --------------------- |
| 1er                   | Samuel Sánchez        | Espagne               | Euskaltel-Euskadi              | 66 pts                |
| 2e                    | Sandy Casar           | France                | La Française des jeux          | 63 pts                |
| 3e                    | Jérôme Pineau         | France                | Bouygues Telecom               | 52 pts                |
| 4e                    | Fränk Schleck         | Luxembourg            | CSC                            | 50 pts                |
| 5e                    | Matteo Carrara        | Italie                | Lampre-Fondital                | 49 pts                |
| 6e                    | Andrey Kashechkin     | Kazakhstan            | Liberty Seguros-Würth          | 48 pts                |
| 7e                    | Erik Dekker           | Pays-Bas              | Rabobank                       | 46 pts                |
| 8e                    | Joaquim Rodríguez     | Espagne               | Caisse d'Épargne-Illes Balears | 42 pts                |
| 9e                    | Alberto Contador      | Espagne               | Liberty Seguros-Würth          | 42 pts                |
| 10e                   | Antonio Colom         | Espagne               | Caisse d'Épargne-Illes Balears | 40 pts                |

| Classement par points | Classement par points | Classement par points | Classement par points          | Classement par points |
| Coureur               | Coureur               | Pays                  | Équipe                         | Points                |
| --------------------- | --------------------- | --------------------- | ------------------------------ | --------------------- |
| 1er                   | Samuel Sánchez        | Espagne               | Euskaltel-Euskadi              | 66 pts                |
| 2e                    | Sandy Casar           | France                | La Française des jeux          | 63 pts                |
| 3e                    | Jérôme Pineau         | France                | Bouygues Telecom               | 52 pts                |
| 4e                    | Fränk Schleck         | Luxembourg            | CSC                            | 50 pts                |
| 5e                    | Matteo Carrara        | Italie                | Lampre-Fondital                | 49 pts                |
| 6e                    | Andrey Kashechkin     | Kazakhstan            | Liberty Seguros-Würth          | 48 pts                |
| 7e                    | Erik Dekker           | Pays-Bas              | Rabobank                       | 46 pts                |
| 8e                    | Joaquim Rodríguez     | Espagne               | Caisse d'Épargne-Illes Balears | 42 pts                |
| 9e                    | Alberto Contador      | Espagne               | Liberty Seguros-Würth          | 42 pts                |
| 10e                   | Antonio Colom         | Espagne               | Caisse d'Épargne-Illes Balears | 40 pts                |

| Classement de la montagne | Classement de la montagne | Classement de la montagne | Classement de la montagne       | Classement de la montagne |
| Coureur                   | Coureur                   | Pays                      | Équipe                          | Points                    |
| ------------------------- | ------------------------- | ------------------------- | ------------------------------- | ------------------------- |
| 1er                       | David Moncoutié           | France                    | Cofidis-Le Crédit par Téléphone | 51 pts                    |
| 2e                        | Christophe Laurent        | France                    | Agritubel                       | 42 pts                    |
| 3e                        | Joaquim Rodríguez         | Espagne                   | Caisse d'Épargne-Illes Balears  | 39 pts                    |
| 4e                        | Nicolas Crosbie           | France                    | Agritubel                       | 35 pts                    |
| 5e                        | Alberto Contador          | Espagne                   | Liberty Seguros-Würth           | 26 pts                    |
| 6e                        | Evgueni Petrov            | Russie                    | Lampre-Fondital                 | 25 pts                    |
| 7e                        | Éric Leblacher            | France                    | La Française des jeux           | 23 pts                    |
| 8e                        | Markus Zberg              | Suisse                    | Gerolsteiner                    | 17 pts                    |
| 9e                        | Matej Mugerli             | Slovénie                  | Liquigas                        | 17 pts                    |
| 10e                       | Sérgio Paulinho           | Portugal                  | Liberty Seguros-Würth           | 17 pts                    |

| Classement de la montagne | Classement de la montagne | Classement de la montagne | Classement de la montagne       | Classement de la montagne |
| Coureur                   | Coureur                   | Pays                      | Équipe                          | Points                    |
| ------------------------- | ------------------------- | ------------------------- | ------------------------------- | ------------------------- |
| 1er                       | David Moncoutié           | France                    | Cofidis-Le Crédit par Téléphone | 51 pts                    |
| 2e                        | Christophe Laurent        | France                    | Agritubel                       | 42 pts                    |
| 3e                        | Joaquim Rodríguez         | Espagne                   | Caisse d'Épargne-Illes Balears  | 39 pts                    |
| 4e                        | Nicolas Crosbie           | France                    | Agritubel                       | 35 pts                    |
| 5e                        | Alberto Contador          | Espagne                   | Liberty Seguros-Würth           | 26 pts                    |
| 6e                        | Evgueni Petrov            | Russie                    | Lampre-Fondital                 | 25 pts                    |
| 7e                        | Éric Leblacher            | France                    | La Française des jeux           | 23 pts                    |
| 8e                        | Markus Zberg              | Suisse                    | Gerolsteiner                    | 17 pts                    |
| 9e                        | Matej Mugerli             | Slovénie                  | Liquigas                        | 17 pts                    |
| 10e                       | Sérgio Paulinho           | Portugal                  | Liberty Seguros-Würth           | 17 pts                    |

| Classement du meilleur jeune | Classement du meilleur jeune | Classement du meilleur jeune | Classement du meilleur jeune | Classement du meilleur jeune |
| Coureur                      | Coureur                      | Pays                         | Équipe                       | Temps                        |
| ---------------------------- | ---------------------------- | ---------------------------- | ---------------------------- | ---------------------------- |
| 1er                          | Luis León Sánchez            | Espagne                      | Liberty Seguros-Würth        | 31 h 58 min 11 s             |
| 2e                           | Joost Posthuma               | Pays-Bas                     | Rabobank                     | + 21 s                       |
| 3e                           | Thomas Lövkvist              | Suède                        | La Française des jeux        | + 52 s                       |
| 4e                           | Linus Gerdemann              | Allemagne                    | T-Mobile                     | + 1 min 51 s                 |
| 5e                           | Alberto Contador             | Espagne                      | Liberty Seguros-Würth        | + 3 min 30 s                 |
| 6e                           | Johan Vansummeren            | Belgique                     | Davitamon-Lotto              | + 6 min 19 s                 |
| 7e                           | Juan José Cobo               | Espagne                      | Saunier Duval-Prodir         | + 6 min 50 s                 |
| 8e                           | Andriy Grivko                | Ukraine                      | Team Milram                  | + 7 min 24 s                 |
| 9e                           | Daniel Navarro               | Espagne                      | Liberty Seguros-Würth        | + 11 min 03 s                |
| 10e                          | Yannick Talabardon           | France                       | Crédit Agricole              | + 26 min 48 s                |

| Classement du meilleur jeune | Classement du meilleur jeune | Classement du meilleur jeune | Classement du meilleur jeune | Classement du meilleur jeune |
| Coureur                      | Coureur                      | Pays                         | Équipe                       | Temps                        |
| ---------------------------- | ---------------------------- | ---------------------------- | ---------------------------- | ---------------------------- |
| 1er                          | Luis León Sánchez            | Espagne                      | Liberty Seguros-Würth        | 31 h 58 min 11 s             |
| 2e                           | Joost Posthuma               | Pays-Bas                     | Rabobank                     | + 21 s                       |
| 3e                           | Thomas Lövkvist              | Suède                        | La Française des jeux        | + 52 s                       |
| 4e                           | Linus Gerdemann              | Allemagne                    | T-Mobile                     | + 1 min 51 s                 |
| 5e                           | Alberto Contador             | Espagne                      | Liberty Seguros-Würth        | + 3 min 30 s                 |
| 6e                           | Johan Vansummeren            | Belgique                     | Davitamon-Lotto              | + 6 min 19 s                 |
| 7e                           | Juan José Cobo               | Espagne                      | Saunier Duval-Prodir         | + 6 min 50 s                 |
| 8e                           | Andriy Grivko                | Ukraine                      | Team Milram                  | + 7 min 24 s                 |
| 9e                           | Daniel Navarro               | Espagne                      | Liberty Seguros-Würth        | + 11 min 03 s                |
| 10e                          | Yannick Talabardon           | France                       | Crédit Agricole              | + 26 min 48 s                |

| Classement par équipes | Classement par équipes         | Classement par équipes | Classement par équipes |
| Équipe                 | Équipe                         | Pays                   | Temps                  |
| ---------------------- | ------------------------------ | ---------------------- | ---------------------- |
| 1re                    | Lampre-Fondital                | Italie                 | 95 h 51 min 43 s       |
| 2e                     | Discovery Channel              | États-Unis             | + 3 s                  |
| 3e                     | Liberty Seguros-Würth          | Espagne                | + 34 s                 |
| 4e                     | Crédit agricole                | France                 | + 4 min 12 s           |
| 5e                     | Caisse d'Épargne-Illes Balears | Espagne                | + 8 min 52 s           |
| 6e                     | Phonak Hearing Systems         | Suisse                 | + 9 min 05 s           |
| 7e                     | Euskaltel-Euskadi              | Espagne                | + 10 min 46 s          |
| 8e                     | La Française des jeux          | France                 | + 11 min 19 s          |
| 9e                     | Davitamon-Lotto                | Belgique               | + 13 min 46 s          |
| 10e                    | AG2R Prévoyance                | France                 | + 14 min 10 s          |

| Classement par équipes | Classement par équipes         | Classement par équipes | Classement par équipes |
| Équipe                 | Équipe                         | Pays                   | Temps                  |
| ---------------------- | ------------------------------ | ---------------------- | ---------------------- |
| 1re                    | Lampre-Fondital                | Italie                 | 95 h 51 min 43 s       |
| 2e                     | Discovery Channel              | États-Unis             | + 3 s                  |
| 3e                     | Liberty Seguros-Würth          | Espagne                | + 34 s                 |
| 4e                     | Crédit agricole                | France                 | + 4 min 12 s           |
| 5e                     | Caisse d'Épargne-Illes Balears | Espagne                | + 8 min 52 s           |
| 6e                     | Phonak Hearing Systems         | Suisse                 | + 9 min 05 s           |
| 7e                     | Euskaltel-Euskadi              | Espagne                | + 10 min 46 s          |
| 8e                     | La Française des jeux          | France                 | + 11 min 19 s          |
| 9e                     | Davitamon-Lotto                | Belgique               | + 13 min 46 s          |
| 10e                    | AG2R Prévoyance                | France                 | + 14 min 10 s          |

### Classement du ProTour
La course attribue des points au classement UCI ProTour 2006 selon le barème suivant :
| Position           | 1er | 2e | 3e | 4e | 5e | 6e | 7e | 8e | 9e | 10e |
| Classement général | 50  | 40 | 35 | 30 | 25 | 20 | 15 | 10 | 5  | 1   |
| Etapes             | 3   | 2  | 1  |    |    |    |    |    |    |     |

Après cette première épreuve le classement est le suivant.
Au classement individuel, c'est logiquement l'Américain Floyd Landis (Phonak) qui s'empare de la tête du classement ProTour. Il devance ses deux poursuivants au claassement de l'épreuve, les Espagnols Patxi Vila (Lampre-Fondital) de neuf points et Antonio Colom (Caisse d'Épargne-Illes Balears) de 17 points.
L'équipe italienne Lampre-Fondital, elle profite de sa victoire au classement par équipes de Paris-Nice pour prendre la tête du premier classement par équipes. Elle devance d'un point l'équipe américaine Discovery Channel et de deux points l'équipe Espagnole Liberty Seguros-Würth.
Avec notamment la présence aux deuxième, troisième et quatrième place du classement général avec Patxi Villa, Antonio Colom et Samuel Sánchez, l'Espagne s'empare de la tête du classement par nations. Avec 117 points, elle devance les États-Unis de 60 points et le Luxembourg de 92 points.
| #  | Coureur           | Équipe                         | Points | Précédent | Evolution |
| -- | ----------------- | ------------------------------ | ------ | --------- | --------- |
| 1  | Floyd Landis      | Phonak                         | 52     | Entrée    | Entrée    |
| 2  | Patxi Vila        | Lampre-Fondital                | 43     | Entrée    | Entrée    |
| 3  | Antonio Colom     | Caisse d'Épargne-Illes Balears | 35     | Entrée    | Entrée    |
| 4  | Samuel Sánchez    | Euskaltel-Euskadi              | 31     | Entrée    | Entrée    |
| 5  | Fränk Schleck     | CSC                            | 25     | Entrée    | Entrée    |
| 6  | José Azevedo      | Discovery Channel              | 20     | Entrée    | Entrée    |
| 7  | Erik Dekker       | Rabobank                       | 15     | Entrée    | Entrée    |
| 8  | Pietro Caucchioli | Crédit agricole                | 10     | Entrée    | Entrée    |
| 9  | Tom Boonen        | Quick Step-Innergetic          | 9      | Entrée    | Entrée    |
| 10 | Allan Davis       | Liberty Seguros-Würth          | 6      | Entrée    | Entrée    |

| #  | Équipe                         | Points | Précédent | Evolution |
| -- | ------------------------------ | ------ | --------- | --------- |
| 1  | Lampre-Fondital                | 20     | Entrée    | Entrée    |
| 2  | Discovery Channel              | 19     | Entrée    | Entrée    |
| 3  | Liberty Seguros-Würth          | 18     | Entrée    | Entrée    |
| 4  | Crédit agricole                | 17     | Entrée    | Entrée    |
| 5  | Caisse d'Épargne-Illes Balears | 16     | Entrée    | Entrée    |
| 6  | Phonak                         | 15     | Entrée    | Entrée    |
| 7  | Euskaltel-Euskadi              | 14     | Entrée    | Entrée    |
| 8  | La Française des jeux          | 13     | Entrée    | Entrée    |
| 9  | Davitamon-Lotto                | 12     | Entrée    | Entrée    |
| 10 | AG2R Prévoyance                | 11     | Entrée    | Entrée    |

| #  | Pays       | Points | Précédent | Evolution |
| -- | ---------- | ------ | --------- | --------- |
| 1  | Espagne    | 117    | Entrée    | Entrée    |
| 2  | États-Unis | 57     | Entrée    | Entrée    |
| 3  | Luxembourg | 25     | Entrée    | Entrée    |
| 4  | Portugal   | 20     | Entrée    | Entrée    |
| 5  | Pays-Bas   | 17     | Entrée    | Entrée    |
| 6  | Italie     | 11     | Entrée    | Entrée    |
| 7  | Belgique   | 9      | Entrée    | Entrée    |
| 8  | Australie  | 7      | Entrée    | Entrée    |
| 9  | Kazakhstan | 5      | Entrée    | Entrée    |
| 10 | France     | 4      | Entrée    | Entrée    |

## Évolution des classements
| Etape              | Vainqueur          | Classement général         | Classement de la montagNe | Classement par points | Le meilleur jeune | Classement par équipes |
| ------------------ | ------------------ | -------------------------- | ------------------------- | --------------------- | ----------------- | ---------------------- |
| Prologue           | Bobby Julich       | Bobby Julich               | non attribué              | Bobby Julich          | Alberto Contador  | La Française des jeux  |
| 1                  | Tom Boonen         | Tom Boonen                 | Stéphane Augé             | Tom Boonen            | Alberto Contador  | La Française des jeux  |
| 2                  | Tom Boonen         | Tom Boonen                 | Nicolas Crosbie           | Tom Boonen            | Benoît Vaugrenard | La Française des jeux  |
| 3                  | Patxi Vila         | Floyd Landis               | Nicolas Crosbie           | Tom Boonen            | Stefan Schumacher | Discovery Channel      |
| 4                  | Tom Boonen         | Floyd Landis               | Christophe Laurent        | Tom Boonen            | Stefan Schumacher | Discovery Channel      |
| 5                  | Joaquim Rodríguez  | Floyd Landis               | Christophe Laurent        | Tom Boonen            | Stefan Schumacher | Discovery Channel      |
| 6                  | Andrey Kashechkin  | Floyd Landis               | Christophe Laurent        | Tom Boonen            | Luis León Sánchez | Discovery Channel      |
| 7                  | Alberto Contador   | Floyd Landis               | David Moncoutié           | Samuel Sánchez        | Luis León Sánchez | Lampre-Fondital        |
| Classement général | Classement général | José Ángel Gómez Marchante | David Moncoutié           | Samuel Sánchez        | Luis León Sánchez | Lampre-Fondital        |

## Liste des participants
| CSC | CSC                         | CSC  |
| --- | --------------------------- | ---- |
| Num | Coureur                     | Pos  |
| 1   | Bobby Julich (USA)          | NP-7 |
| 2   | Michael Blaudzun (DEN)      | AB-3 |
| 3   | Andrea Peron (ITA)          | 95e  |
| 4   | Carlos Sastre (ESP)         |      |
| 5   | Fränk Schleck (LUX)         | 5e   |
| 6   | Christian Vande Velde (USA) | AB-2 |
| 7   | Jens Voigt (GER)            | 60e  |
| 8   | David Zabriskie (USA)       | AB-6 |

| Phonak Hearing Systems PHO | Phonak Hearing Systems PHO | Phonak Hearing Systems PHO |
| -------------------------- | -------------------------- | -------------------------- |
| Num                        | Coureur                    | Pos                        |
| 11                         | Floyd Landis (USA)         | 1er                        |
| 12                         | Aurélien Clerc (SUI)       | HD-3                       |
| 13                         | Martin Elmiger (SUI)       | 94e                        |
| 14                         | Robert Hunter (RSA)        | AB-3                       |
| 15                         | Nicolas Jalabert (FRA)     | 92e                        |
| 16                         | Axel Merckx (BEL)          | 35e                        |
| 17                         | Koos Moerenhout (NED)      | 31e                        |
| 18                         | Alexandre Moos (SUI)       | 58e                        |

| Rabobank RAB | Rabobank RAB            | Rabobank RAB |
| ------------ | ----------------------- | ------------ |
| Num          | Coureur                 | Pos          |
| 21           | Erik Dekker (NED)       | 7e           |
| 22           | Jan Boven (NED)         | AB-7         |
| 23           | Graeme Brown (AUS)      | AB-3         |
| 24           | Mathew Hayman (AUS)     | AB-7         |
| 25           | Alexandr Kolobnev (RUS) | 62e          |
| 26           | Gerben Löwik (NED)      | NP-2         |
| 27           | Grischa Niermann (GER)  | 63e          |
| 28           | Joost Posthuma (NED)    | 14e          |

| Davitamon-Lotto DVL | Davitamon-Lotto DVL      | Davitamon-Lotto DVL |
| ------------------- | ------------------------ | ------------------- |
| Num                 | Coureur                  | Pos                 |
| 31                  | Mario Aerts (BEL)        | 43e                 |
| 32                  | Christophe Brandt (BEL)  | AB-7                |
| 33                  | Christopher Horner (USA) | 10e                 |
| 34                  | Nico Mattan (BEL)        | AB-7                |
| 35                  | Gert Steegmans (BEL)     | AB-6                |
| 36                  | Tom Steels (BEL)         | AB-6                |
| 37                  | Wim Van Huffel (BEL)     | 64e                 |
| 38                  | Johan Vansummeren (BEL)  | 30e                 |

| Liberty Seguros-Würth LSW | Liberty Seguros-Würth LSW  | Liberty Seguros-Würth LSW |
| ------------------------- | -------------------------- | ------------------------- |
| Num                       | Coureur                    | Pos                       |
| 41                        | Andrey Kashechkin (KAZ)    | 25e                       |
| 42                        | Alberto Contador (ESP)     | 24e                       |
| 43                        | Allan Davis (AUS)          | AB-5                      |
| 44                        | Daniel Navarro (ESP)       | 37e                       |
| 45                        | Aitor Osa (ESP)            | 26e                       |
| 46                        | Sérgio Paulinho (POR)      | 82e                       |
| 47                        | José Antonio Redondo (ESP) | NP-7                      |
| 48                        | Luis León Sánchez (ESP)    | 13e                       |

| Gerolsteiner GST | Gerolsteiner GST        | Gerolsteiner GST |
| ---------------- | ----------------------- | ---------------- |
| Num              | Coureur                 | Pos              |
| 51               | Torsten Hiekmann (GER)  | NP-3             |
| 52               | Robert Förster (GER)    | AB-6             |
| 53               | Sebastian Lang (GER)    | NP-6             |
| 54               | Sven Montgomery (SUI)   | AB-2             |
| 55               | Volker Ordowski (GER)   | 67e              |
| 56               | Ronny Scholz (GER)      | 45e              |
| 57               | Stefan Schumacher (GER) | AB-6             |
| 58               | Markus Zberg (SUI)      | 38e              |

| Saunier Duval-Prodir SDV | Saunier Duval-Prodir SDV             | Saunier Duval-Prodir SDV |
| ------------------------ | ------------------------------------ | ------------------------ |
| Num                      | Coureur                              | Pos                      |
| 61                       | David de la Fuente (ESP)             | AB-3                     |
| 62                       | Juan José Cobo (ESP)                 | 32e                      |
| 63                       | Arkaitz Durán (ESP)                  | 98e                      |
| 64                       | Alberto Fernández de la Puebla (ESP) | HD-3                     |
| 65                       | Ángel Gómez (ESP)                    | 39e                      |
| 66                       | Javier Mejías (ESP)                  | 86e                      |
| 67                       | Christophe Rinero (FRA)              | 72e                      |
| 68                       | Francisco Ventoso (ESP)              | AB-7                     |

| Discovery Channel DSC | Discovery Channel DSC   | Discovery Channel DSC |
| --------------------- | ----------------------- | --------------------- |
| Num                   | Coureur                 | Pos                   |
| 71                    | Yaroslav Popovych (UKR) | 34e                   |
| 72                    | José Azevedo (POR)      | 6e                    |
| 73                    | Vladimir Gusev (RUS)    | AB-6                  |
| 74                    | Roger Hammond (GBR)     | AB-7                  |
| 75                    | Benoît Joachim (LUX)    | 78e                   |
| 76                    | Jason McCartney (USA)   | AB-1                  |
| 77                    | Benjamín Noval (ESP)    | AB-5                  |
| 78                    | José Luis Rubiera (ESP) | 9e                    |

| Crédit Agricole C.A | Crédit Agricole C.A       | Crédit Agricole C.A |
| ------------------- | ------------------------- | ------------------- |
| Num                 | Coureur                   | Pos                 |
| 81                  | Pietro Caucchioli (ITA)   | 8e                  |
| 82                  | Alexandre Botcharov (RUS) | 22e                 |
| 83                  | Anthony Charteau (FRA)    | AB-3                |
| 84                  | Jimmy Engoulvent (FRA)    | AB-7                |
| 85                  | Dmitriy Fofonov (KAZ)     | 20e                 |
| 86                  | Benoît Poilvet (FRA)      | 52e                 |
| 87                  | Mark Renshaw (AUS)        | AB-6                |
| 88                  | Yannick Talabardon (FRA)  | 59e                 |

| Caisse d'Épargne-Illes Balears CEI | Caisse d'Épargne-Illes Balears CEI | Caisse d'Épargne-Illes Balears CEI |
| ---------------------------------- | ---------------------------------- | ---------------------------------- |
| Num                                | Coureur                            | Pos                                |
| 91                                 | Antonio Colom (ESP)                | 3e                                 |
| 92                                 | Éric Berthou (FRA)                 | 91e                                |
| 93                                 | José Vicente García Acosta (ESP)   | AB-7                               |
| 94                                 | Alexei Markov (RUS)                | AB-5                               |
| 95                                 | Aitor Pérez Arrieta (ESP)          | 46e                                |
| 96                                 | Nicolas Portal (FRA)               | 36e                                |
| 97                                 | Vicente Reynés (ESP)               | AB-7                               |
| 98                                 | Joaquim Rodríguez (ESP)            | 42e                                |

| Cofidis-Le Crédit par Téléphone COF | Cofidis-Le Crédit par Téléphone COF | Cofidis-Le Crédit par Téléphone COF |
| ----------------------------------- | ----------------------------------- | ----------------------------------- |
| Num                                 | Coureur                             | Pos                                 |
| 101                                 | David Moncoutié (FRA)               | 29e                                 |
| 102                                 | Stéphane Augé (FRA)                 | AB-5                                |
| 103                                 | Sylvain Chavanel (FRA)              | 15e                                 |
| 104                                 | Thierry Marichal (BEL)              | 76e                                 |
| 105                                 | Maxime Monfort (BEL)                | 61e                                 |
| 106                                 | Iván Parra (COL)                    | HD-2                                |
| 107                                 | Rik Verbrugghe (BEL)                | 48e                                 |
| 108                                 | Bradley Wiggins (GBR)               | 71e                                 |

| Quick Step-Innergetic QSI | Quick Step-Innergetic QSI | Quick Step-Innergetic QSI |
| ------------------------- | ------------------------- | ------------------------- |
| Num                       | Coureur                   | Pos                       |
| 111                       | Tom Boonen (BEL)          | AB-7                      |
| 112                       | Wilfried Cretskens (BEL)  | 54e                       |
| 113                       | Kevin Hulsmans (BEL)      | AB-7                      |
| 114                       | Nick Nuyens (BEL)         | 70e                       |
| 115                       | Matteo Tosatto (ITA)      | 69e                       |
| 116                       | Guido Trenti (ITA)        | AB-7                      |
| 117                       | Jurgen Van de Walle (BEL) | 40e                       |
| 118                       | Cédric Vasseur (FRA)      | 28e                       |

| T-Mobile TMO | T-Mobile TMO           | T-Mobile TMO |
| ------------ | ---------------------- | ------------ |
| Num          | Coureur                | Pos          |
| 121          | Kim Kirchen (LUX)      | AB-3         |
| 122          | Marcus Burghardt (GER) | 84e          |
| 123          | Linus Gerdemann (GER)  | 21e          |
| 124          | Bastiaan Giling (NED)  | AB-6         |
| 125          | Jörg Ludewig (GER)     | AB-7         |
| 126          | Eddy Mazzoleni (ITA)   | AB-6         |
| 127          | Patrik Sinkewitz (GER) | 41e          |
| 128          | Thomas Ziegler (GER)   | AB-3         |

| Liquigas LIQ | Liquigas LIQ           | Liquigas LIQ |
| ------------ | ---------------------- | ------------ |
| Num          | Coureur                | Pos          |
| 131          | Dario Cioni (ITA)      | AB-6         |
| 132          | Michael Albasini (SUI) | AB-7         |
| 133          | Kjell Carlström (FIN)  | 68e          |
| 134          | Daniele Colli (ITA)    | HD-3         |
| 135          | Francesco Failli (ITA) | AB-7         |
| 136          | Nicola Loda (ITA)      | AB-3         |
| 137          | Matej Mugerli (SLO)    | 80e          |
| 138          | Vincenzo Nibali (ITA)  | 66e          |

| Lampre-Fondital LAM | Lampre-Fondital LAM       | Lampre-Fondital LAM |
| ------------------- | ------------------------- | ------------------- |
| Num                 | Coureur                   | Pos                 |
| 141                 | Danilo Napolitano (ITA)   | AB-5                |
| 142                 | Matteo Carrara (ITA)      | 16e                 |
| 143                 | Enrico Franzoi (ITA)      | 88e                 |
| 144                 | David Loosli (SUI)        | AB-7                |
| 145                 | Evgueni Petrov (RUS)      | 11e                 |
| 146                 | Marius Sabaliauskas (LTU) | AB-3                |
| 147                 | Mauro Santambrogio (ITA)  | AB-3                |
| 148                 | Patxi Vila (ESP)          | 2e                  |

| Bouygues Telecom BTL | Bouygues Telecom BTL   | Bouygues Telecom BTL |
| -------------------- | ---------------------- | -------------------- |
| Num                  | Coureur                | Pos                  |
| 151                  | Pierrick Fédrigo (FRA) | AB-2                 |
| 152                  | Stef Clement (NED)     | AB-6                 |
| 153                  | Xavier Florencio (ESP) | 44e                  |
| 154                  | Christophe Kern (FRA)  | AB-6                 |
| 155                  | Laurent Lefèvre (FRA)  | AB-7                 |
| 156                  | Jérôme Pineau (FRA)    | 53e                  |
| 157                  | Didier Rous (FRA)      | 49e                  |
| 158                  | Thomas Voeckler (FRA)  | 65e                  |

| Team Milram MRM | Team Milram MRM          | Team Milram MRM |
| --------------- | ------------------------ | --------------- |
| Num             | Coureur                  | Pos             |
| 161             | Mirko Celestino (ITA)    | AB-2            |
| 162             | Simone Cadamuro (ITA)    | HD-3            |
| 163             | Maarten den Bakker (NED) | 87e             |
| 164             | Andriy Grivko (UKR)      | 33e             |
| 165             | Mirco Lorenzetto (ITA)   | AB-3            |
| 166             | Elia Rigotto (ITA)       | AB-5            |
| 167             | Björn Schröder (GER)     | AB-7            |
| 168             | Sebastian Siedler (GER)  | 90e             |

| Euskaltel-Euskadi EUS | Euskaltel-Euskadi EUS | Euskaltel-Euskadi EUS |
| --------------------- | --------------------- | --------------------- |
| Num                   | Coureur               | Pos                   |
| 171                   | Andoni Aranaga (ESP)  | 97e                   |
| 172                   | Iker Camaño (ESP)     | 51e                   |
| 173                   | Koldo Fernández (ESP) | AB-5                  |
| 174                   | Iker Flores (ESP)     | 73e                   |
| 175                   | Aitor Hernández (ESP) | 89e                   |
| 176                   | Markel Irizar (ESP)   | AB-7                  |
| 177                   | Samuel Sánchez (ESP)  | 4e                    |
| 178                   | Haimar Zubeldia (ESP) | 17e                   |

| La Française des jeux FDJ | La Française des jeux FDJ | La Française des jeux FDJ |
| ------------------------- | ------------------------- | ------------------------- |
| Num                       | Coureur                   | Pos                       |
| 181                       | Sandy Casar (FRA)         | 12e                       |
| 182                       | Lilian Jégou (FRA)        | 56e                       |
| 183                       | Gustav Larsson (SWE)      | 55e                       |
| 184                       | Éric Leblacher (FRA)      | 57e                       |
| 185                       | Thomas Lövkvist (SWE)     | 19e                       |
| 186                       | Bradley McGee (AUS)       | AB-3                      |
| 187                       | Francis Mourey (FRA)      | 74e                       |
| 188                       | Benoît Vaugrenard (FRA)   | 75e                       |

| AG2R Prévoyance A2R | AG2R Prévoyance A2R     | AG2R Prévoyance A2R |
| ------------------- | ----------------------- | ------------------- |
| Num                 | Coureur                 | Pos                 |
| 191                 | Cyril Dessel (FRA)      | 18e                 |
| 192                 | José Luis Arrieta (ESP) | 47e                 |
| 193                 | Mikel Astarloza (ESP)   | AB-7                |
| 194                 | Renaud Dion (FRA)       | 96e                 |
| 195                 | Samuel Dumoulin (FRA)   | 83e                 |
| 196                 | Hubert Dupont (FRA)     | 27e                 |
| 197                 | Christophe Moreau (FRA) | AB-6                |
| 198                 | Tomas Vaitkus (LTU)     | 77e                 |

| Agritubel AGR | Agritubel AGR               | Agritubel AGR |
| ------------- | --------------------------- | ------------- |
| Num           | Coureur                     | Pos           |
| 201           | Juan Miguel Mercado (ESP)   | AB-6          |
| 202           | Aivaras Baranauskas (LTU)   | 50e           |
| 203           | Manuel Calvente (ESP)       | AB-3          |
| 204           | Nicolas Crosbie (FRA)       | 93e           |
| 205           | Hans Dekkers (NED)          | AB-6          |
| 206           | Christophe Laurent (FRA)    | 79e           |
| 207           | José Alberto Martínez (ESP) | 23e           |
| 208           | Benoît Salmon (FRA)         | 81e           |

| CSC | CSC                         | CSC  |
| --- | --------------------------- | ---- |
| Num | Coureur                     | Pos  |
| 1   | Bobby Julich (USA)          | NP-7 |
| 2   | Michael Blaudzun (DEN)      | AB-3 |
| 3   | Andrea Peron (ITA)          | 95e  |
| 4   | Carlos Sastre (ESP)         |      |
| 5   | Fränk Schleck (LUX)         | 5e   |
| 6   | Christian Vande Velde (USA) | AB-2 |
| 7   | Jens Voigt (GER)            | 60e  |
| 8   | David Zabriskie (USA)       | AB-6 |

| Phonak Hearing Systems PHO | Phonak Hearing Systems PHO | Phonak Hearing Systems PHO |
| -------------------------- | -------------------------- | -------------------------- |
| Num                        | Coureur                    | Pos                        |
| 11                         | Floyd Landis (USA)         | 1er                        |
| 12                         | Aurélien Clerc (SUI)       | HD-3                       |
| 13                         | Martin Elmiger (SUI)       | 94e                        |
| 14                         | Robert Hunter (RSA)        | AB-3                       |
| 15                         | Nicolas Jalabert (FRA)     | 92e                        |
| 16                         | Axel Merckx (BEL)          | 35e                        |
| 17                         | Koos Moerenhout (NED)      | 31e                        |
| 18                         | Alexandre Moos (SUI)       | 58e                        |

| Rabobank RAB | Rabobank RAB            | Rabobank RAB |
| ------------ | ----------------------- | ------------ |
| Num          | Coureur                 | Pos          |
| 21           | Erik Dekker (NED)       | 7e           |
| 22           | Jan Boven (NED)         | AB-7         |
| 23           | Graeme Brown (AUS)      | AB-3         |
| 24           | Mathew Hayman (AUS)     | AB-7         |
| 25           | Alexandr Kolobnev (RUS) | 62e          |
| 26           | Gerben Löwik (NED)      | NP-2         |
| 27           | Grischa Niermann (GER)  | 63e          |
| 28           | Joost Posthuma (NED)    | 14e          |

| Davitamon-Lotto DVL | Davitamon-Lotto DVL      | Davitamon-Lotto DVL |
| ------------------- | ------------------------ | ------------------- |
| Num                 | Coureur                  | Pos                 |
| 31                  | Mario Aerts (BEL)        | 43e                 |
| 32                  | Christophe Brandt (BEL)  | AB-7                |
| 33                  | Christopher Horner (USA) | 10e                 |
| 34                  | Nico Mattan (BEL)        | AB-7                |
| 35                  | Gert Steegmans (BEL)     | AB-6                |
| 36                  | Tom Steels (BEL)         | AB-6                |
| 37                  | Wim Van Huffel (BEL)     | 64e                 |
| 38                  | Johan Vansummeren (BEL)  | 30e                 |

| Liberty Seguros-Würth LSW | Liberty Seguros-Würth LSW  | Liberty Seguros-Würth LSW |
| ------------------------- | -------------------------- | ------------------------- |
| Num                       | Coureur                    | Pos                       |
| 41                        | Andrey Kashechkin (KAZ)    | 25e                       |
| 42                        | Alberto Contador (ESP)     | 24e                       |
| 43                        | Allan Davis (AUS)          | AB-5                      |
| 44                        | Daniel Navarro (ESP)       | 37e                       |
| 45                        | Aitor Osa (ESP)            | 26e                       |
| 46                        | Sérgio Paulinho (POR)      | 82e                       |
| 47                        | José Antonio Redondo (ESP) | NP-7                      |
| 48                        | Luis León Sánchez (ESP)    | 13e                       |

| Gerolsteiner GST | Gerolsteiner GST        | Gerolsteiner GST |
| ---------------- | ----------------------- | ---------------- |
| Num              | Coureur                 | Pos              |
| 51               | Torsten Hiekmann (GER)  | NP-3             |
| 52               | Robert Förster (GER)    | AB-6             |
| 53               | Sebastian Lang (GER)    | NP-6             |
| 54               | Sven Montgomery (SUI)   | AB-2             |
| 55               | Volker Ordowski (GER)   | 67e              |
| 56               | Ronny Scholz (GER)      | 45e              |
| 57               | Stefan Schumacher (GER) | AB-6             |
| 58               | Markus Zberg (SUI)      | 38e              |

| Saunier Duval-Prodir SDV | Saunier Duval-Prodir SDV             | Saunier Duval-Prodir SDV |
| ------------------------ | ------------------------------------ | ------------------------ |
| Num                      | Coureur                              | Pos                      |
| 61                       | David de la Fuente (ESP)             | AB-3                     |
| 62                       | Juan José Cobo (ESP)                 | 32e                      |
| 63                       | Arkaitz Durán (ESP)                  | 98e                      |
| 64                       | Alberto Fernández de la Puebla (ESP) | HD-3                     |
| 65                       | Ángel Gómez (ESP)                    | 39e                      |
| 66                       | Javier Mejías (ESP)                  | 86e                      |
| 67                       | Christophe Rinero (FRA)              | 72e                      |
| 68                       | Francisco Ventoso (ESP)              | AB-7                     |

| Discovery Channel DSC | Discovery Channel DSC   | Discovery Channel DSC |
| --------------------- | ----------------------- | --------------------- |
| Num                   | Coureur                 | Pos                   |
| 71                    | Yaroslav Popovych (UKR) | 34e                   |
| 72                    | José Azevedo (POR)      | 6e                    |
| 73                    | Vladimir Gusev (RUS)    | AB-6                  |
| 74                    | Roger Hammond (GBR)     | AB-7                  |
| 75                    | Benoît Joachim (LUX)    | 78e                   |
| 76                    | Jason McCartney (USA)   | AB-1                  |
| 77                    | Benjamín Noval (ESP)    | AB-5                  |
| 78                    | José Luis Rubiera (ESP) | 9e                    |

| Crédit Agricole C.A | Crédit Agricole C.A       | Crédit Agricole C.A |
| ------------------- | ------------------------- | ------------------- |
| Num                 | Coureur                   | Pos                 |
| 81                  | Pietro Caucchioli (ITA)   | 8e                  |
| 82                  | Alexandre Botcharov (RUS) | 22e                 |
| 83                  | Anthony Charteau (FRA)    | AB-3                |
| 84                  | Jimmy Engoulvent (FRA)    | AB-7                |
| 85                  | Dmitriy Fofonov (KAZ)     | 20e                 |
| 86                  | Benoît Poilvet (FRA)      | 52e                 |
| 87                  | Mark Renshaw (AUS)        | AB-6                |
| 88                  | Yannick Talabardon (FRA)  | 59e                 |

| Caisse d'Épargne-Illes Balears CEI | Caisse d'Épargne-Illes Balears CEI | Caisse d'Épargne-Illes Balears CEI |
| ---------------------------------- | ---------------------------------- | ---------------------------------- |
| Num                                | Coureur                            | Pos                                |
| 91                                 | Antonio Colom (ESP)                | 3e                                 |
| 92                                 | Éric Berthou (FRA)                 | 91e                                |
| 93                                 | José Vicente García Acosta (ESP)   | AB-7                               |
| 94                                 | Alexei Markov (RUS)                | AB-5                               |
| 95                                 | Aitor Pérez Arrieta (ESP)          | 46e                                |
| 96                                 | Nicolas Portal (FRA)               | 36e                                |
| 97                                 | Vicente Reynés (ESP)               | AB-7                               |
| 98                                 | Joaquim Rodríguez (ESP)            | 42e                                |

| Cofidis-Le Crédit par Téléphone COF | Cofidis-Le Crédit par Téléphone COF | Cofidis-Le Crédit par Téléphone COF |
| ----------------------------------- | ----------------------------------- | ----------------------------------- |
| Num                                 | Coureur                             | Pos                                 |
| 101                                 | David Moncoutié (FRA)               | 29e                                 |
| 102                                 | Stéphane Augé (FRA)                 | AB-5                                |
| 103                                 | Sylvain Chavanel (FRA)              | 15e                                 |
| 104                                 | Thierry Marichal (BEL)              | 76e                                 |
| 105                                 | Maxime Monfort (BEL)                | 61e                                 |
| 106                                 | Iván Parra (COL)                    | HD-2                                |
| 107                                 | Rik Verbrugghe (BEL)                | 48e                                 |
| 108                                 | Bradley Wiggins (GBR)               | 71e                                 |

| Quick Step-Innergetic QSI | Quick Step-Innergetic QSI | Quick Step-Innergetic QSI |
| ------------------------- | ------------------------- | ------------------------- |
| Num                       | Coureur                   | Pos                       |
| 111                       | Tom Boonen (BEL)          | AB-7                      |
| 112                       | Wilfried Cretskens (BEL)  | 54e                       |
| 113                       | Kevin Hulsmans (BEL)      | AB-7                      |
| 114                       | Nick Nuyens (BEL)         | 70e                       |
| 115                       | Matteo Tosatto (ITA)      | 69e                       |
| 116                       | Guido Trenti (ITA)        | AB-7                      |
| 117                       | Jurgen Van de Walle (BEL) | 40e                       |
| 118                       | Cédric Vasseur (FRA)      | 28e                       |

| T-Mobile TMO | T-Mobile TMO           | T-Mobile TMO |
| ------------ | ---------------------- | ------------ |
| Num          | Coureur                | Pos          |
| 121          | Kim Kirchen (LUX)      | AB-3         |
| 122          | Marcus Burghardt (GER) | 84e          |
| 123          | Linus Gerdemann (GER)  | 21e          |
| 124          | Bastiaan Giling (NED)  | AB-6         |
| 125          | Jörg Ludewig (GER)     | AB-7         |
| 126          | Eddy Mazzoleni (ITA)   | AB-6         |
| 127          | Patrik Sinkewitz (GER) | 41e          |
| 128          | Thomas Ziegler (GER)   | AB-3         |

| Liquigas LIQ | Liquigas LIQ           | Liquigas LIQ |
| ------------ | ---------------------- | ------------ |
| Num          | Coureur                | Pos          |
| 131          | Dario Cioni (ITA)      | AB-6         |
| 132          | Michael Albasini (SUI) | AB-7         |
| 133          | Kjell Carlström (FIN)  | 68e          |
| 134          | Daniele Colli (ITA)    | HD-3         |
| 135          | Francesco Failli (ITA) | AB-7         |
| 136          | Nicola Loda (ITA)      | AB-3         |
| 137          | Matej Mugerli (SLO)    | 80e          |
| 138          | Vincenzo Nibali (ITA)  | 66e          |

| Lampre-Fondital LAM | Lampre-Fondital LAM       | Lampre-Fondital LAM |
| ------------------- | ------------------------- | ------------------- |
| Num                 | Coureur                   | Pos                 |
| 141                 | Danilo Napolitano (ITA)   | AB-5                |
| 142                 | Matteo Carrara (ITA)      | 16e                 |
| 143                 | Enrico Franzoi (ITA)      | 88e                 |
| 144                 | David Loosli (SUI)        | AB-7                |
| 145                 | Evgueni Petrov (RUS)      | 11e                 |
| 146                 | Marius Sabaliauskas (LTU) | AB-3                |
| 147                 | Mauro Santambrogio (ITA)  | AB-3                |
| 148                 | Patxi Vila (ESP)          | 2e                  |

| Bouygues Telecom BTL | Bouygues Telecom BTL   | Bouygues Telecom BTL |
| -------------------- | ---------------------- | -------------------- |
| Num                  | Coureur                | Pos                  |
| 151                  | Pierrick Fédrigo (FRA) | AB-2                 |
| 152                  | Stef Clement (NED)     | AB-6                 |
| 153                  | Xavier Florencio (ESP) | 44e                  |
| 154                  | Christophe Kern (FRA)  | AB-6                 |
| 155                  | Laurent Lefèvre (FRA)  | AB-7                 |
| 156                  | Jérôme Pineau (FRA)    | 53e                  |
| 157                  | Didier Rous (FRA)      | 49e                  |
| 158                  | Thomas Voeckler (FRA)  | 65e                  |

| Team Milram MRM | Team Milram MRM          | Team Milram MRM |
| --------------- | ------------------------ | --------------- |
| Num             | Coureur                  | Pos             |
| 161             | Mirko Celestino (ITA)    | AB-2            |
| 162             | Simone Cadamuro (ITA)    | HD-3            |
| 163             | Maarten den Bakker (NED) | 87e             |
| 164             | Andriy Grivko (UKR)      | 33e             |
| 165             | Mirco Lorenzetto (ITA)   | AB-3            |
| 166             | Elia Rigotto (ITA)       | AB-5            |
| 167             | Björn Schröder (GER)     | AB-7            |
| 168             | Sebastian Siedler (GER)  | 90e             |

| Euskaltel-Euskadi EUS | Euskaltel-Euskadi EUS | Euskaltel-Euskadi EUS |
| --------------------- | --------------------- | --------------------- |
| Num                   | Coureur               | Pos                   |
| 171                   | Andoni Aranaga (ESP)  | 97e                   |
| 172                   | Iker Camaño (ESP)     | 51e                   |
| 173                   | Koldo Fernández (ESP) | AB-5                  |
| 174                   | Iker Flores (ESP)     | 73e                   |
| 175                   | Aitor Hernández (ESP) | 89e                   |
| 176                   | Markel Irizar (ESP)   | AB-7                  |
| 177                   | Samuel Sánchez (ESP)  | 4e                    |
| 178                   | Haimar Zubeldia (ESP) | 17e                   |

| La Française des jeux FDJ | La Française des jeux FDJ | La Française des jeux FDJ |
| ------------------------- | ------------------------- | ------------------------- |
| Num                       | Coureur                   | Pos                       |
| 181                       | Sandy Casar (FRA)         | 12e                       |
| 182                       | Lilian Jégou (FRA)        | 56e                       |
| 183                       | Gustav Larsson (SWE)      | 55e                       |
| 184                       | Éric Leblacher (FRA)      | 57e                       |
| 185                       | Thomas Lövkvist (SWE)     | 19e                       |
| 186                       | Bradley McGee (AUS)       | AB-3                      |
| 187                       | Francis Mourey (FRA)      | 74e                       |
| 188                       | Benoît Vaugrenard (FRA)   | 75e                       |

| AG2R Prévoyance A2R | AG2R Prévoyance A2R     | AG2R Prévoyance A2R |
| ------------------- | ----------------------- | ------------------- |
| Num                 | Coureur                 | Pos                 |
| 191                 | Cyril Dessel (FRA)      | 18e                 |
| 192                 | José Luis Arrieta (ESP) | 47e                 |
| 193                 | Mikel Astarloza (ESP)   | AB-7                |
| 194                 | Renaud Dion (FRA)       | 96e                 |
| 195                 | Samuel Dumoulin (FRA)   | 83e                 |
| 196                 | Hubert Dupont (FRA)     | 27e                 |
| 197                 | Christophe Moreau (FRA) | AB-6                |
| 198                 | Tomas Vaitkus (LTU)     | 77e                 |

| Agritubel AGR | Agritubel AGR               | Agritubel AGR |
| ------------- | --------------------------- | ------------- |
| Num           | Coureur                     | Pos           |
| 201           | Juan Miguel Mercado (ESP)   | AB-6          |
| 202           | Aivaras Baranauskas (LTU)   | 50e           |
| 203           | Manuel Calvente (ESP)       | AB-3          |
| 204           | Nicolas Crosbie (FRA)       | 93e           |
| 205           | Hans Dekkers (NED)          | AB-6          |
| 206           | Christophe Laurent (FRA)    | 79e           |
| 207           | José Alberto Martínez (ESP) | 23e           |
| 208           | Benoît Salmon (FRA)         | 81e           |

## Sources
- Site officiel de la course